# Emil Berndorff
Emil Berndorff (* 1. Dezember 1892 in Berlin; † 13. Oktober 1977 in Göttingen) war ein deutscher Polizeibeamter und SS-Führer, zuletzt im Rang eines SS-Sturmbannführers.

## Leben und Wirken

### Frühe Jahre
Nach dem Schulbesuch studierte Berndorff an der Universität Berlin Rechtswissenschaften und Staatswissenschaften. 1914 meldete er sich als Kriegsfreiwilliger zur Teilnahme am Ersten Weltkrieg, in dem er an der West- und Ostfront sowie in Serbien zum Einsatz kam und bis zum Leutnant der Reserve befördert wurde. Nach Kriegsende schloss er sein Studium 1920 mit der Promotion zum Dr. jur. ab.
Am 1. April 1920 begann er seinen Polizeidienst im Polizeipräsidium Berlin mit der Ausbildung zum Kriminalkommissar als Kriminalkommissar-Anwärter. Die Prüfung zum Kommissar erfolgte am 1. Juli 1921 mit der Note „Sehr Gut“ und trat anschließend in das Berliner Polizeipräsidium ein, wo er beim Morddezernat tätig war. Im Morddezernat, das dem damals berühmten Kriminalisten Ernst Gennat unterstand, war er mit einigen aufsehenerregenden Kriminalfällen wie dem des Eisenbahnattentäters Matuschka befasst.
Politisch stand Berndorff seit Anfang der 1930er Jahre der NSDAP nahe. Seine Ehefrau trat dieser bereits 1931 bei. Er selbst wurde im August 1932, nach der Aufhebung des Verbotes der NSDAP-Mitgliedschaft für preußische Beamte, Mitglied der von Arthur Nebe gegründeten Fachschaft nationalsozialistischer Kriminalbeamter Groß-Berlins. Berndorff trat im November 1941, seine Ehefrau im März 1944 aus der evangelischen Kirche aus.

### NS-Zeit

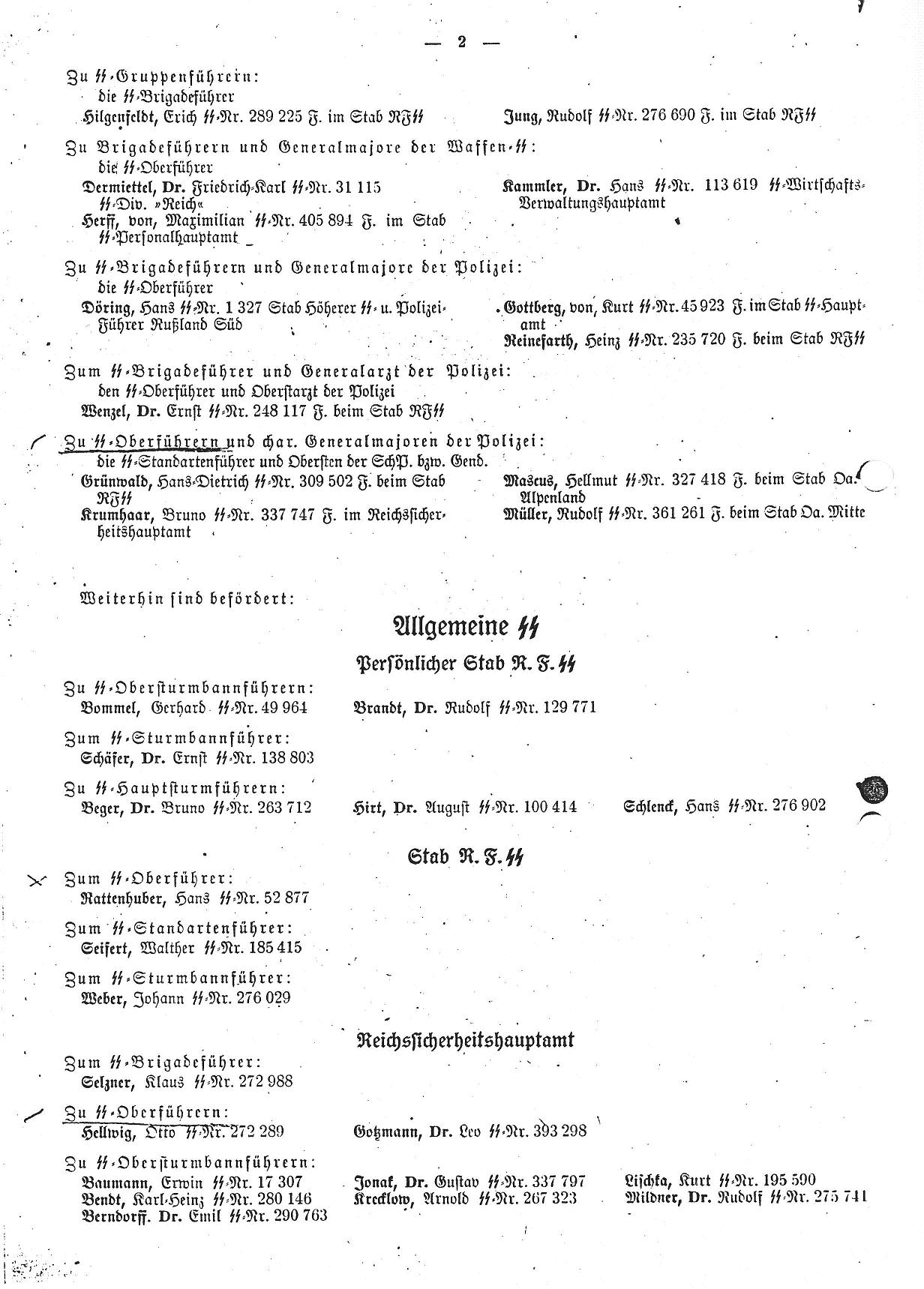
Beförderung zum SS-Obersturmbannführer an Hitlers Geburtstag 1942 im SS-Verordnungsblatt

Am 18. Juli 1933 wurde Berndorff ins Geheime Staatspolizeiamt (Gestapa) versetzt. Dort war er zunächst mit Willy Litzenberg im Dezernat III C (Konterrevolutionäre Bestrebungen ohne konfessionelle Verbände) als Leiter Außendienst tätig.
Im März 1934 wurde er als Nachfolger von Karl Futh Leiter des Referates IV C 2, dem so genannten Schutzhaftreferat, im Geheimen Staatspolizeiamt. In dieser Eigenschaft die so genannten Schutzhaftbefehle zu unterzeichnen, die die Grundlage für die Einweisung in die Konzentrationslager bildeten.
Auf Vorschlag von Rudolf Diels wurde er am 1. April 1934 zum Kriminalrat befördert. Berndorff beantragte am 23. August 1937 die Aufnahme in die NSDAP, wurde rückwirkend zum 1. Mai desselben Jahres aufgenommen (Mitgliedsnummer 5.379.877) und trat November 1937 der SS bei (SS-Nummer 290.763). Am 25. Mai 1938 wurde er zum Regierungs- und Kriminalrat befördert. Im September 1938 wurde er zum SS-Hauptsturmführer und am 20. April 1942 zum SS-Obersturmbannführer befördert.
Nach der Gründung des Reichssicherheitshauptamtes (RSHA) behielt Berndorff sein Tätigkeitsfeld als Leiter des Referates IV C 2 (Schutzhaftangelegenheiten) im Amt IV (Gestapo) des RSHA bei. Sitz des Referates, das schließlich elf Inspektoren und vierzig Registratoren umfasste, war die Berliner Zimmerstraße 16–18.

### Nachkriegszeit
Nach Kriegsende tauchte Berndorff ab. Er verdingte sich in den folgenden Monaten in der Nähe von Husum als Landarbeiter. Mitte Dezember 1945 wurde er verhaftet und nach Zwischenstationen in einem Vernehmungslager in Plön und einem Internierungslager in Neumünster nach Fallingbostel gebracht. 
1947 wurde Berndorff im Rahmen eines Spruchkammerverfahrens in Fallingbostel wegen „Zugehörigkeit zu einer verbrecherischen Organisation“ zu fünf Jahren Haft verurteilt. Unter Anrechnung seiner Internierungshaft wurde er bereits 1950 aus der Haft entlassen. 1955 wurde diese Strafe aus dem Strafregister getilgt.
Nach langjähriger Ermittlungstätigkeit der Staatsanwälte wurde Berndorff am 26. Juni 1967 zusammen mit elf seiner früheren Mitarbeiter erneut verhaftet und wegen Beihilfe zum Mord angeklagt. Eine Strafrechtsänderung, die Neufassung des damaligen § 50 Abs. 2 StGB, brachte als Nebenwirkung mit sich, dass „Schreibtischtäter“ als Gehilfen nur geringere Strafen als Täter zu erwarten hatten und Höchststrafen bis zu 15 Jahren bereits am 8. Mai 1960 verjährt waren. Da die Ermittlungen erst 1963 neu aufgenommen worden waren, musste Berndorff entlassen werden.
Literarische Verarbeitung fand Berndorff als Nebenfigur in dem Roman Aimée & Jaguar von Erica Fischer.

## Schriften
- Die persönliche Rechtsstellung der Reichsbankbeamten, 1921. (Dissertation)